# Choerades conopoides
Choerades conopoides là một loài ruồi trong họ Asilidae. Choerades conopoides được Oldroyd miêu tả năm 1972. Loài này phân bố ở miền Ấn Độ - Mã Lai.